# Rick Margitza
Rick Margitza (* 24. října 1961) je americký jazzový saxofonista. Pocházel z hudební rodiny – jeho otec byl houslistou Detroitského symfonického orchestru a on sám hrál na housle od čtyř let. Později hrál na klavír a hoboj a na střední škole přešel k saxofonu. V letech 1989 až 1991 nahrál tři alba pro společnost Blue Note Records. Později vydal řadu dalších alb u jiných vydavatelství. Během své kariéry spolupracoval s mnoha dalšími hudebníky, mezi něž patří například Lenny White, Lou Rawls, Miles Davis, Eddie Gomez a Maynard Ferguson.